# Reginald Langford jr.
Reginald Langford jr. (Rancho Cordova, 1993) è un ex giocatore di football americano e allenatore di football americano statunitense che ha giocato come quarterback.